# Москвич-408
Москви́ч-408 — советский заднеприводный автомобиль II группы малого класса с кузовом типа «четырёхдверный седан». Существовали аналогичные модели с кузовами «пятидверный универсал» — «Москвич-426» и фургон — «Москвич-433», а также другие многочисленные модификации.
Выпускался в Москве на заводе МЗМА (позднее АЗЛК) с августа-сентября 1964 года по декабрь-январь 1967 года. С 1964 по 1967 года Москвич-408 был основной моделью, производимой заводом. Параллельно с выпуском Москвич-408 автозавод начал производство следующей модели «Москвич-412».
Москвич-408 также выпускался в Ижевске на автомобилестроительном предприятии Иж с 1966 по 1967 год. На предприятии Иж было собрано около 4000 автомобилей этой модели, после чего Ижевский завод, в отличие от МЗМА-АЗЛК, полностью перешёл на выпуск модернизированной модели «Москвич-412».
До конца шестидесятых годов Москвич-408 пользовался хорошим спросом за границей. Большая часть (более 50 процентов) произведенных автомобилей была экспортирована, в том числе в развитые капиталистические страны. В частности, в 1965 году около 45 % выпуска, в 1967 — около 51 %, в 1969 — около 64 % (последнее — с учётом модели «412») было экспортировано в развитые капиталистические страны.
В Скандинавии этот автомобиль продавался как Moskvich Carat, во Франции — как Moskvitch Elite 1360, в Англии (выпускалась специальная праворульная версия) — как Moskvich 408, в Германии — как Moskwitsch, в Финляндии — как Moskvitsh, Elite (двухфарный) и Elite de Luxe (четырёхфарный).
В Болгарии автомобиль собирался из советских машинокомплектов под обозначением Рила 1400. В Бельгии сборка осуществлялась фирмой Scaldia-Volga, продававшей автомобили во многих странах Западной Европы, причём иногда под собственной маркой — как Scaldia 408, Scaldia 1360, Scaldia 1400, Scaldia 1433 (трёхдверный универсал), Scaldia 1426 (пятидверный универсал)Contactgroep Automobiel- en Motorrijwielhistorie или Scaldia Elita, причём часть автомобилей бельгийской сборки комплектовалась европейскими дизельными двигателями.
До 1969 года «Москвичи» моделей «408» и «412» сохраняли кузов образца 1964 года — с круглыми фарами и вертикальными задними фонарями. С 1967 года Москвич претерпел некоторые конструктивные изменения, так как на часть автомобилей стали устанавливать двигатель модели «412». В то же время Москвич сохранил внешнее оформление.
В 1969 году и на М-408, и на М-412 появился кузов нового образца, с прямоугольными фарами производства ГДР, горизонтальными задними фонарями с отдельными треугольными указателями поворотов и улучшенной пассивной безопасностью, после чего в обозначения обеих моделей были добавлены литеры «ИЭ», обозначающие соответствие европейским нормам пассивной безопасности («И») и потенциальную возможность экспортирования («Э»).

## История создания
Разработка новой модели базового седана на МЗМА началась в 1959 году (дизайнер — Б. С. Иванов) под условным обозначением «автомобиль 1963 года» — по планируемому времени запуска в производство.
Освоение автомобиля проходило в три этапа. На первом этапе были освоены в массовом производстве основные агрегаты шасси: передняя подвеска с двумя шаровыми шарнирами с каждой стороны (у М-402 и М-407 подвеска имела с каждой стороны один шаровой шарнир и один цилиндрический палец), тормоза с автоматической регулировкой зазора («самоподводящиеся»), рулевое управление с новой рулевой колонкой и приводом коробки передач (как и у М-407 от подрулевого рычага, но с трубчатым валом привода, концентричным рулевому, а не соосным) — которые временно устанавливались на пошедшую в серию в 1963 году «переходную» модель «Москвич-403», ещё имевшую старый («425-й»; по практике того времени кузова имели отдельные от шасси номера) кузов образца 1956 года. На втором этапе был освоен модернизированный двигатель (также через «переходный» модели «407Д1»), а на третьем — оригинальный «408-й» кузов.
Первые серийные экземпляры «Москвича-408» в полной комплектации сошли с конвейера 1 августа 1964 года, а в 1966 году уже был выпущен стотысячный автомобиль этой модели (он был экспортной модификации «408Э» с улучшенным внешним оформлением). Таких сроков освоения в советском автопроме не было ни до, ни после.

## Производство и модернизации

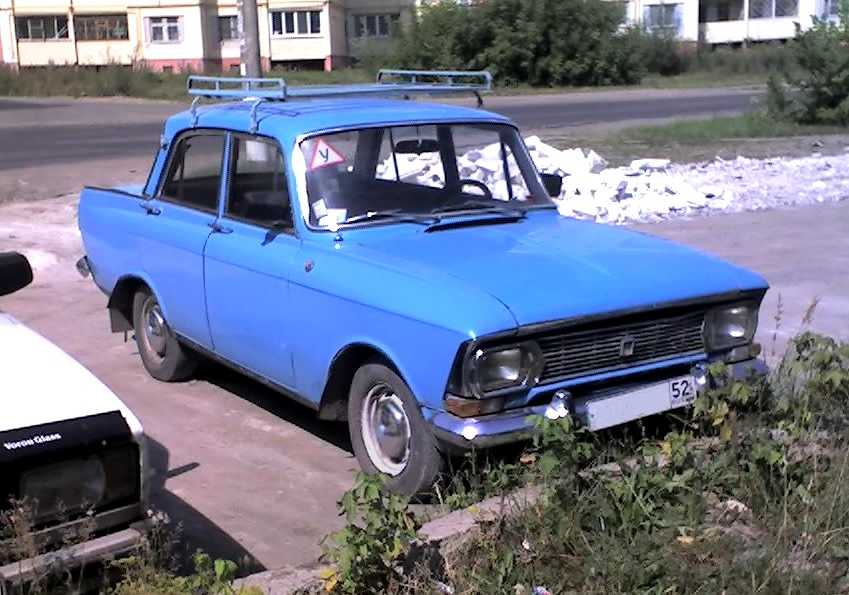
Решётка радиатора М-408ИЭ (и М-412ИЭ) после рестайлинга. Производство с декабря 1969 года

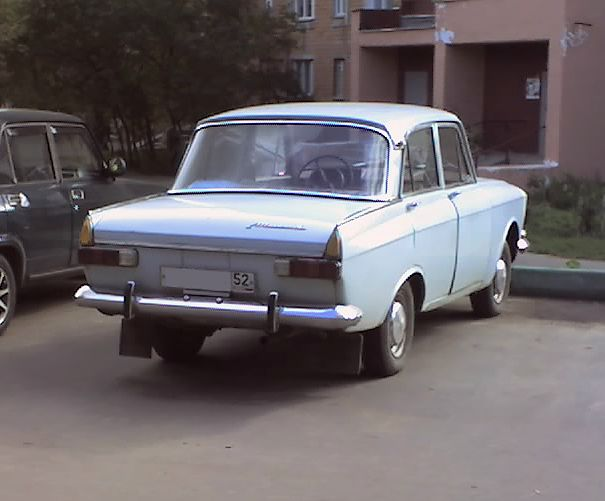
Оформление задней части после рестайлинга. Производство с декабря 1969 года

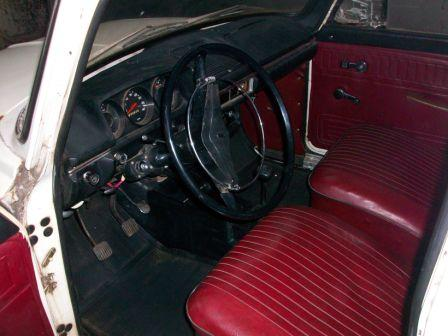
Салон позднего М-408ИЭ с «мягкой» панелью приборов и напольным рычагом

Вплоть до конца 1960-х годов автомобиль выпускался без существенных модернизаций. Изменения в конструкции Москвич в основном сводились к устранению «детских болезней» и подтягиванию автомобиля к новым стандартам безопасности. Так в 1966 году «Москвич 408» получил мягкую травмобезопасную накладку на панель приборов, а в 1967 появились жёлтые секции поворотников в задних фонарях, улучшившие заметность сигнала поворота.
После появления в 1967 году модели «Москвич-412» модернизация «Москвича-408» в основном сводилась к унификации с более новой и совершенной моделью, модернизация которой, как базовой для завода и составлявшей основу экспортной программы, велась в первую очередь.
Изначально «Москвич-408» и «Москвич-412» выпускались в разных вариантах «408-го» кузова. На модели «Москвич-412» кузов был несколько видоизменён для обеспечения возможности установки нового 1,5-литрового 75-сильного двигателя. После 17 октября 1967 года, начиная с кузова № 199 706, обе модели стали собирать в так называемом «унифицированном» кузове, приспособленном для установки обоих вариантов силового агрегата без каких- либо переделок. Внешних отличий ранний «408-й» кузов, не унифицированный «412-й» и унифицированный кузова не имели.
С декабря 1969 года и «Москвич-408» и «Москвич-412» стали собираться в модернизированном кузове с изменённым внешним оформлением передней части— прямоугольные фары, новые подфарники и решётка радиатора, и задней части — прямоугольные задние фонари с треугольными указателями поворота — также унифицированном на обеих моделях. Обозначения при этом были изменены с «408» и «412» на «408ИЭ» и «412ИЭ». Буквы «ИЭ» изначально обозначали соответствие модернизированного автомобиля европейским требованиям к безопасности.
В дальнейшем заметные изменения в конструкцию «М-408» были внесены на протяжении 1971 года, когда появилась новая панель приборов, полностью закрытая пластиковой мягкой накладкой, и в мае (или июле) 1973 года, когда автомобиль получил новый механизм переключения передач с напольным рычагом и короткой подпольной кулисой.
Остальные модернизации не оказали столь существенного влияния на внешний вид и потребительские свойства автомобиля.
«Москвич-408ИЭ» был заменен моделью «Москвич-2138» в 1976 году. По сути «Москвич-2138» представлял собой вариант всё того же «М-408» с модернизациями, аналогичными модернизациям относительно модели "М-412". Переход к «Модели "2138»  осуществлялся постепенно: в декабре 1975 года автомобили получили новое оформление задней части, а в январе 1976 года, незадолго до смены индекса модели, начали выпускаться с новой фронтальной (передней) частью.

## Модификации

### Базовой модели

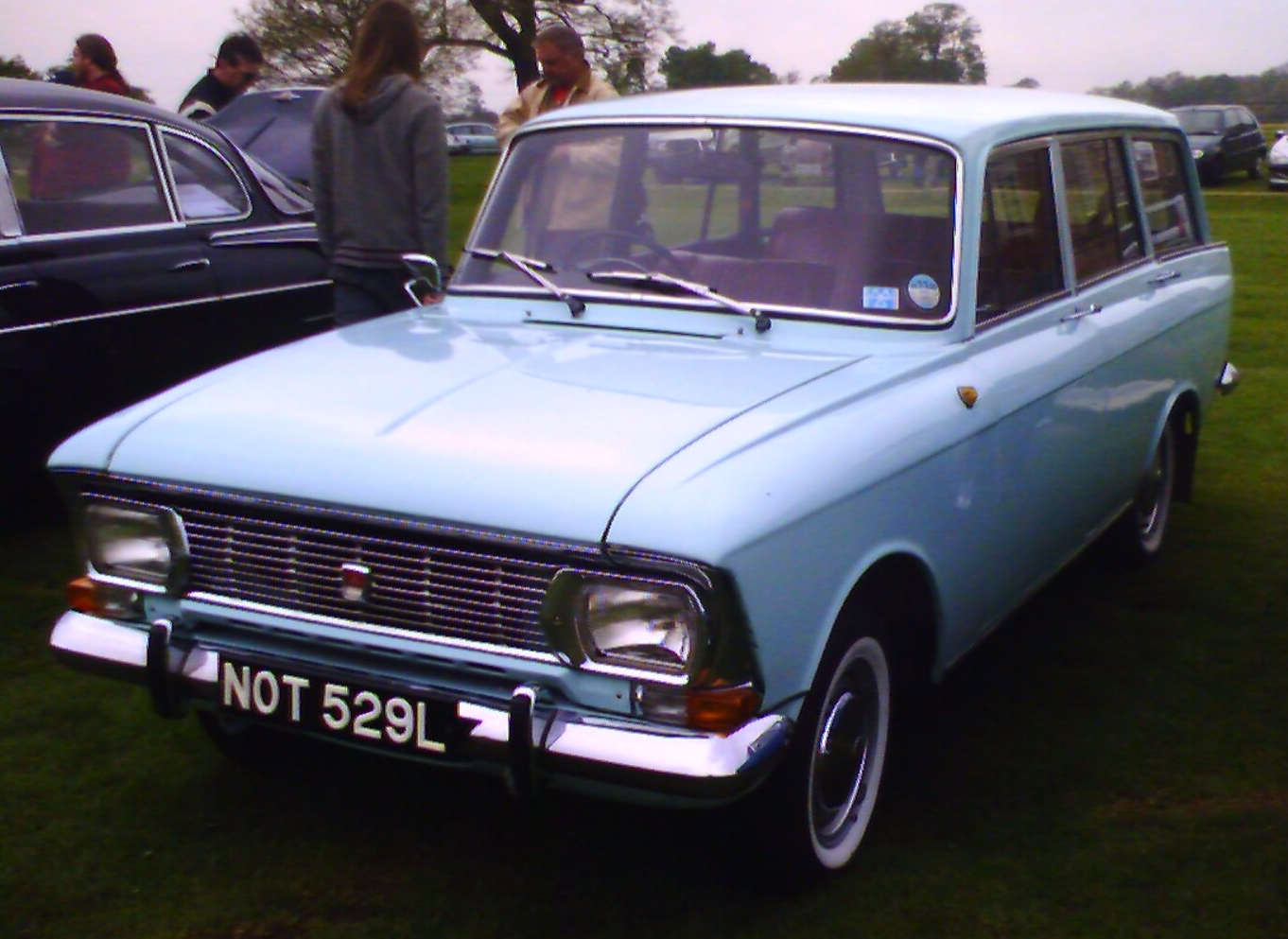
Москвич-427ИЭ на базе М-412ИЭ — внешне не отличим от выпускавшегося параллельно и отличавшегося в основном двигателем М-426ИЭ на базе позднего М-408ИЭ

- Москвич-408  — базовый седан (1964—1976)
- Москвич-408Э  — экспортный седан с двухфарной облицовкой радиатора, отвечающий европейским нормам безопасности
- Москвич-408И  — экспортный седан с четырёхфарной облицовкой радиатора, отвечающий европейским нормам безопасности
- Москвич-408ИЭ  — экспортный седан, поздний М-408 в кузове М-412, отвечающий европейским нормам безопасности
- Москвич-408П  — экспортный седан с правосторонним расположением руля, отвечающий европейским нормам безопасности
- Москвич-408Ю  — экспортный седан для стран с жарким климатом
- Москвич-408К  — экспортный машинокомплект для крупноузловой сборки седана
- Москвич-408М  — седан медслужбы
- Москвич-408Т  — седан для службы такси[7]
- Москвич-408Б  — седан с ручным управлением педалью тормоза. Предназначен для инвалидов
- Москвич-408У  — учебный седан с дополнительными педалями и рулём

Кроме того, до 1969 года существовало два варианта оформления передней части автомобиля: с двумя круглыми фарами большого диаметра или с четырьмя меньшего. Последний вариант чаше встречался на автомобилях, поставлявшихся на экспорт, но использовался не только на них.
После 1969 года также существовало два варианта оформления передка — с решёткой в мелкую и в крупную клетку, причём второй также чаще встречается на экспортных автомобилях, чем на выпущенных для внутреннего рынка.

### Москвич-433
Заднеприводный грузопассажирский фургон, выпускавшийся на МЗМА (позже АЗЛК) с 1966 до 1976 года на базе «Москвича-408». Форма кузова соответствовала универсалу «Москвич-426», который разрабатывался одновременно с фургоном. Задние боковые двери были или заварены или отсутствовали. Вместо боковых задних окон стояли гофрированные металлические панели. У ранних автомобилей не было и окна на задней двери. До 1972 года задняя дверь разделялась на две створки — одна поднималась вверх, другая откидывалась вниз, позже дверь стала цельной и поднималась вверх. В 1970 году автомобиль получил переднюю маску с прямоугольными фарами.
- «Москвич-433Э» — экспортный вариант
- «Москвич-433П» — праворульный вариант

### Варианты фар и решёток радиатора

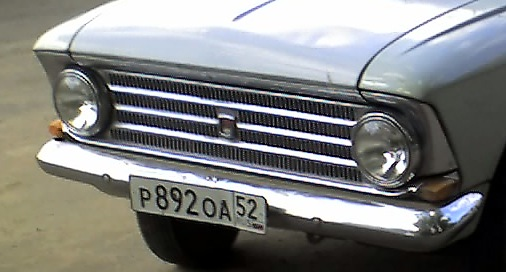
АЗЛК до 1969 года и все М-408 производства Иж (двухфарная; ижевский вариант отличался иной эмблемой)
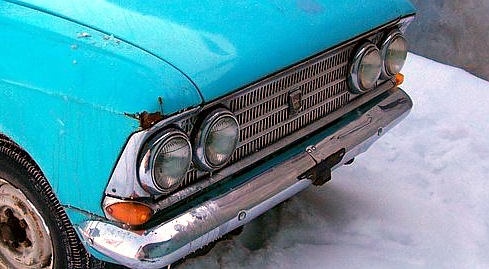
АЗЛК до 1969 года (четырёхфарная; не только, но, как правило, на экспортных)
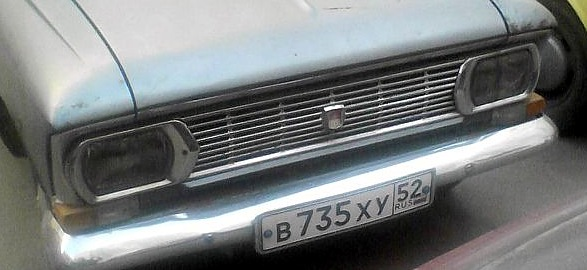
АЗЛК после 1969 (основной вариант рестайлинговый с мелкой клеткой)
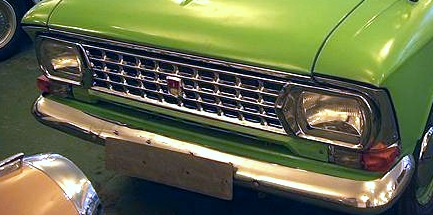
АЗЛК в 1971 и 1973 (вариант рестайлинговый с крупной клеткой, ставился на часть выпуска)

### На базе 408 с другими кузовами

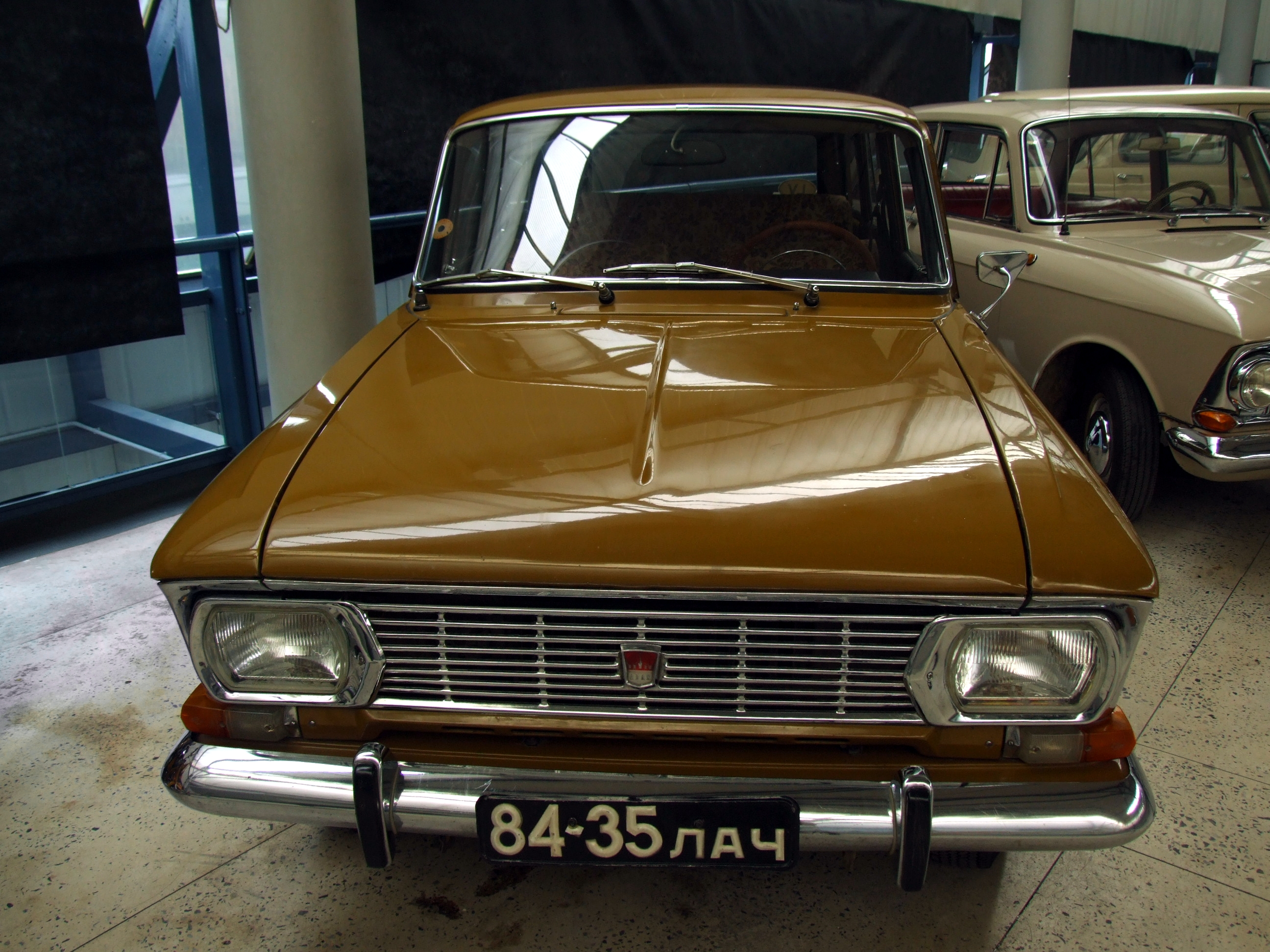
«Москвич-426ИЭ»

- Москвич-426  — базовый универсал (1967—1976)
- Москвич-426Э  — экспортный универсал со стандартной облицовкой радиатора, соответствующий европейским нормам безопасности
- Москвич-426И  — экспортный универсал с четырёхфарной облицовкой радиатора, соответствующий европейским нормам безопасности
- Москвич-426ИЭ  — экспортный универсал, поздний М-426 в модернизированным кузове, соответствующий европейским нормам безопасности
- Москвич-426П  — экспортный универсал, с правосторонним расположением руля, соответствующий европейским нормам безопасности
- Москвич-426Ю  — экспортный универсал для стран с жарким климатом
- Москвич-426К  — экспортный машинокомплект для крупноузловой сборки универсала
- Москвич-426М  — универсал медслужбы
- Москвич-426Т  — универсал такси
- Москвич-433  — фургон (1967—1976)

Автомобиль «Москвич-433» имел цельные задние крылья и красивые гофрированные панели на месте окон. Первые варианты «Москвича-433» имели глухую перегородку с маленьким круглым окошком между кабиной и грузовым отсеком. Позже верхнюю половину перегородки убрали, получился бортик высотой со спинку сидений. Теперь появилась возможность подобраться к поклаже и со стороны кабины. Багажная дверь состояла из двух половин: верхняя поднималась, нижняя откидывалась вниз. Верхняя панель могла иметь стекло от универсала или же вместо него ставилась гофрированная стальная панель.

### Опытные и несерийные модификации

Москвич-408 «Турист»

- Москвич-408 «Турист» — 2-дверный кабриолет со съёмным жёстким верхом. Собрано 2 экземпляра.[7]
- Пикап — переделывались на заводе кустарными методами для внутренних нужд.

На этапе разработки модели «Москвич-408» наряду с кузовами «седан», «универсал» и «фургон» предусматривалось освоение в малосерийном производстве (с планом порядка 150 автомобилей в год) варианта с открытым «спортивно-туристическим» кузовом (он же — «гранд-туризм») и съёмной жёсткой крышей, впоследствии получившего обозначение «Турист» и похожего по концепции на европейские спортивные малолитражки на базе серийных моделей, вроде Triumph Herald 1200 Convertible или Opel Kadett Coupé.

## Ижевские «Москвичи»
С 12 декабря 1966 года автомобиль «Москвич-408» выпускался на новом автозаводе в Ижевске. Обозначение модели при этом было сохранено, а сами автомобили несли как эмблему «ИЖ» на решётке радиатора (так называемый «Сатурн») — бывшую их единственным отличием от машин московского выпуска — так и надпись «Москвич» на крышке багажника. Нумерация кузовов и шасси у автомобилей ижевского выпуска пошла с нуля, а двигателей, поставлявшихся с МЗМА — продолжена. В Ижевске «408-ю» модель собирали всего около года, и уже в 1967, выпустив в общей сложности 4196 экземпляров, перешли на более совершенный «Москвич-412» (по другой информации, выпуск М-408 продолжался там и в 1968 году). В дальнейшем ижевские «Москвичи» развивались и модернизировались в целом независимо от московских.

### Экстерьер

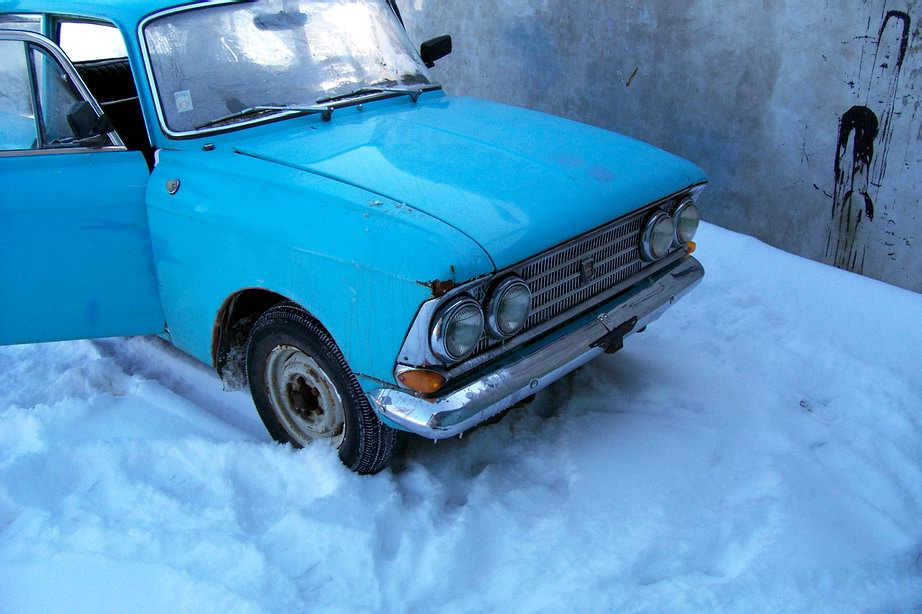
Облицовка передка М-408 в четырёхфарном варианте

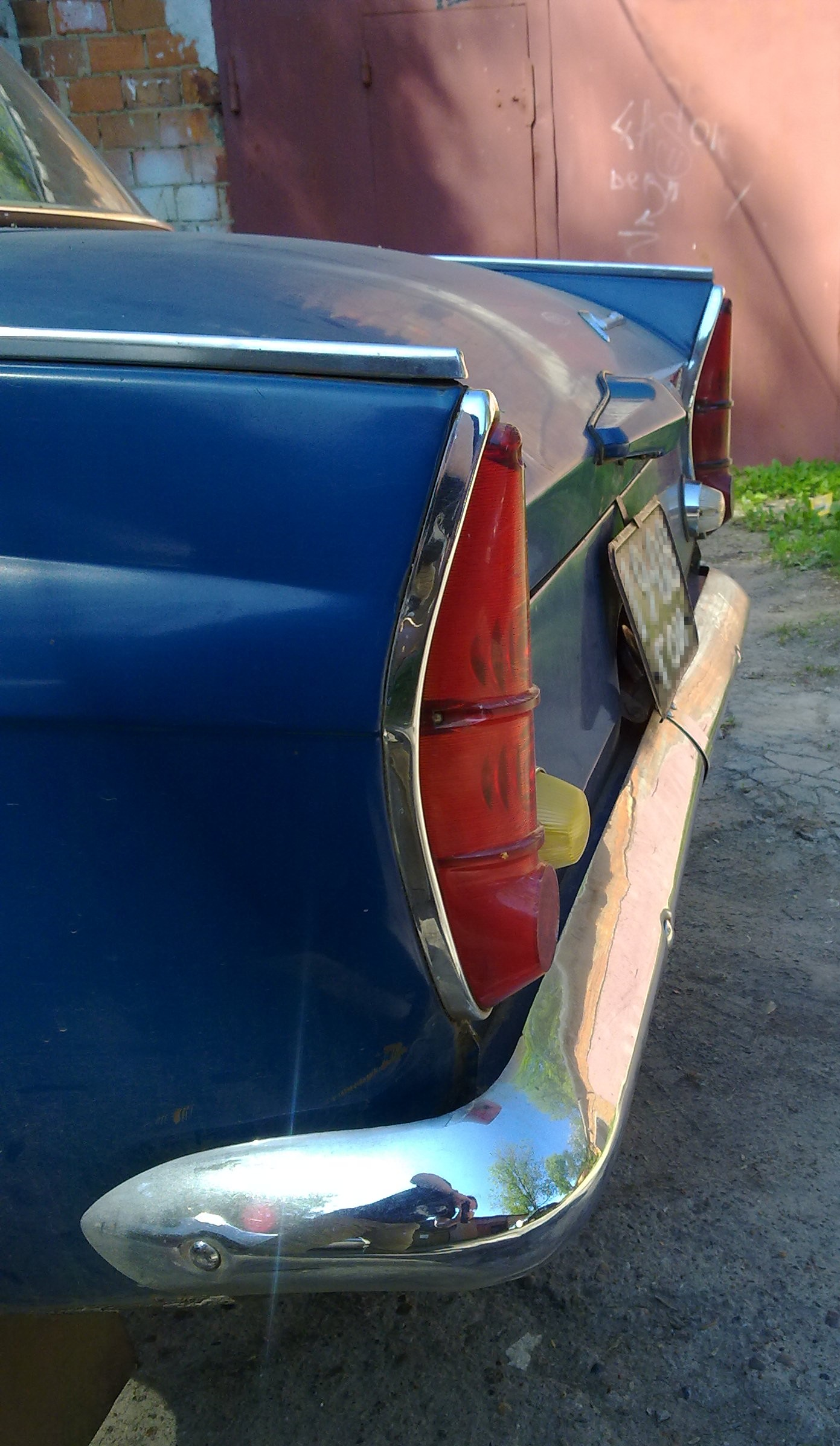
Задние фонари раннего образца

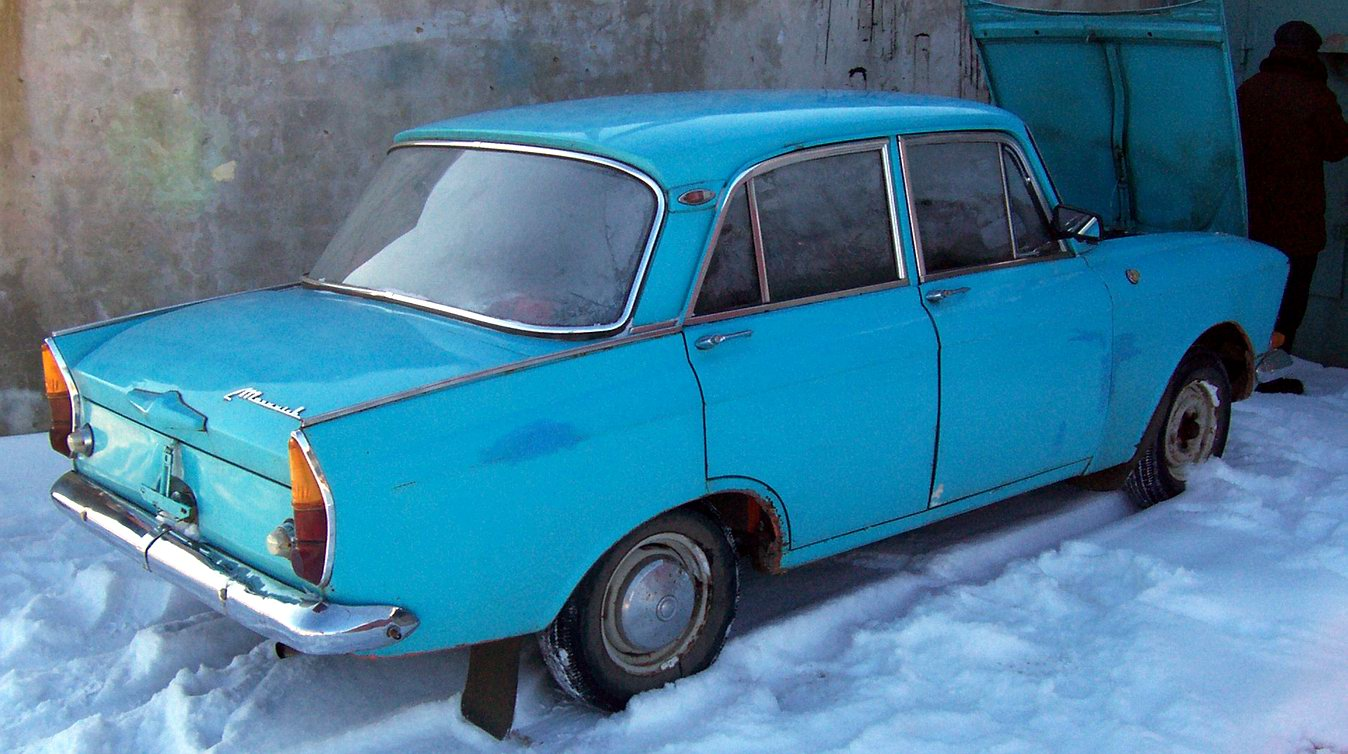
Декоративные плавники и задние фонари М-408 версии после 1964 года (до этого рассеиватели фонарей были цельнокрасными)

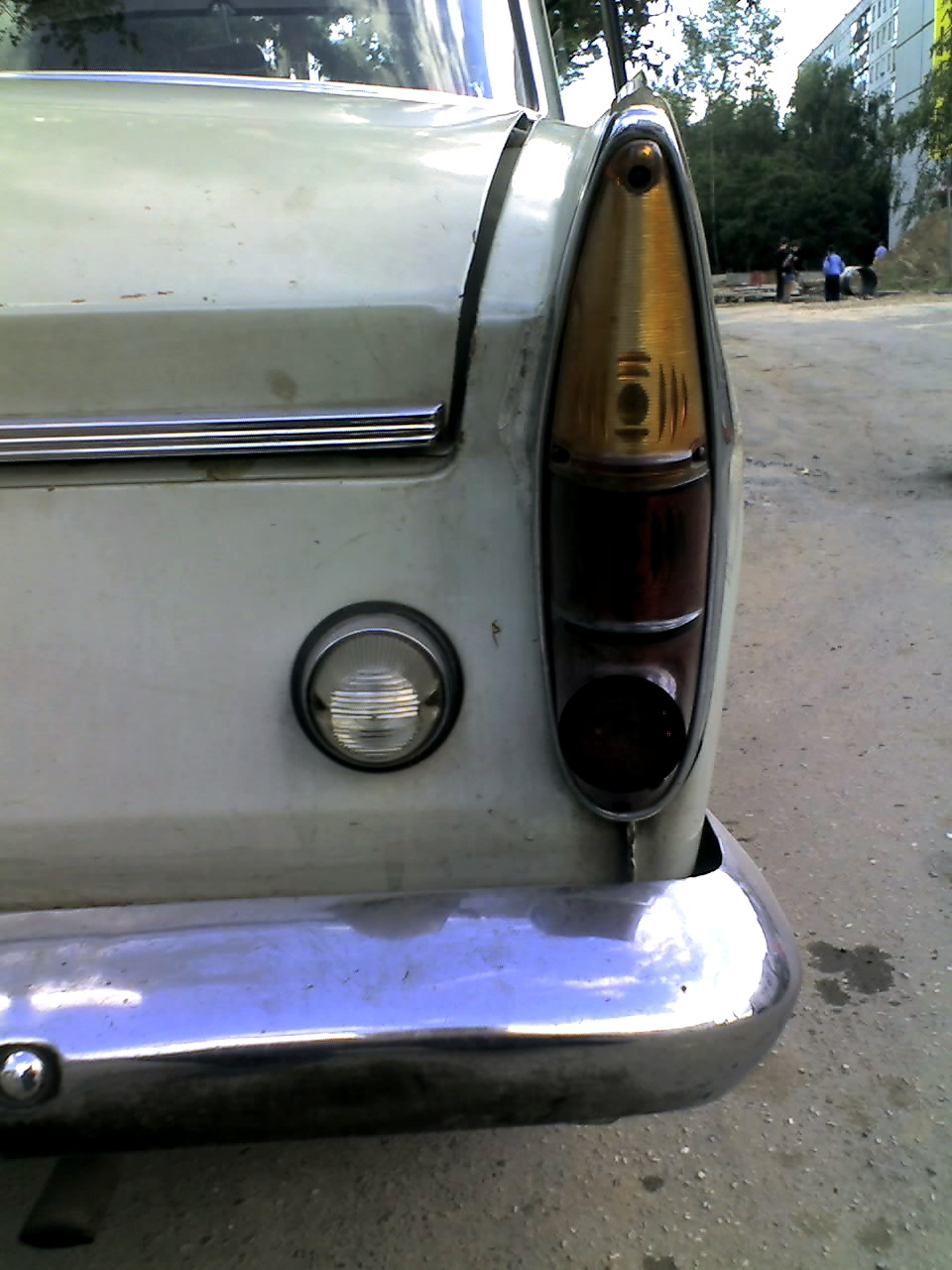
Фонари образца 1964-69 годов

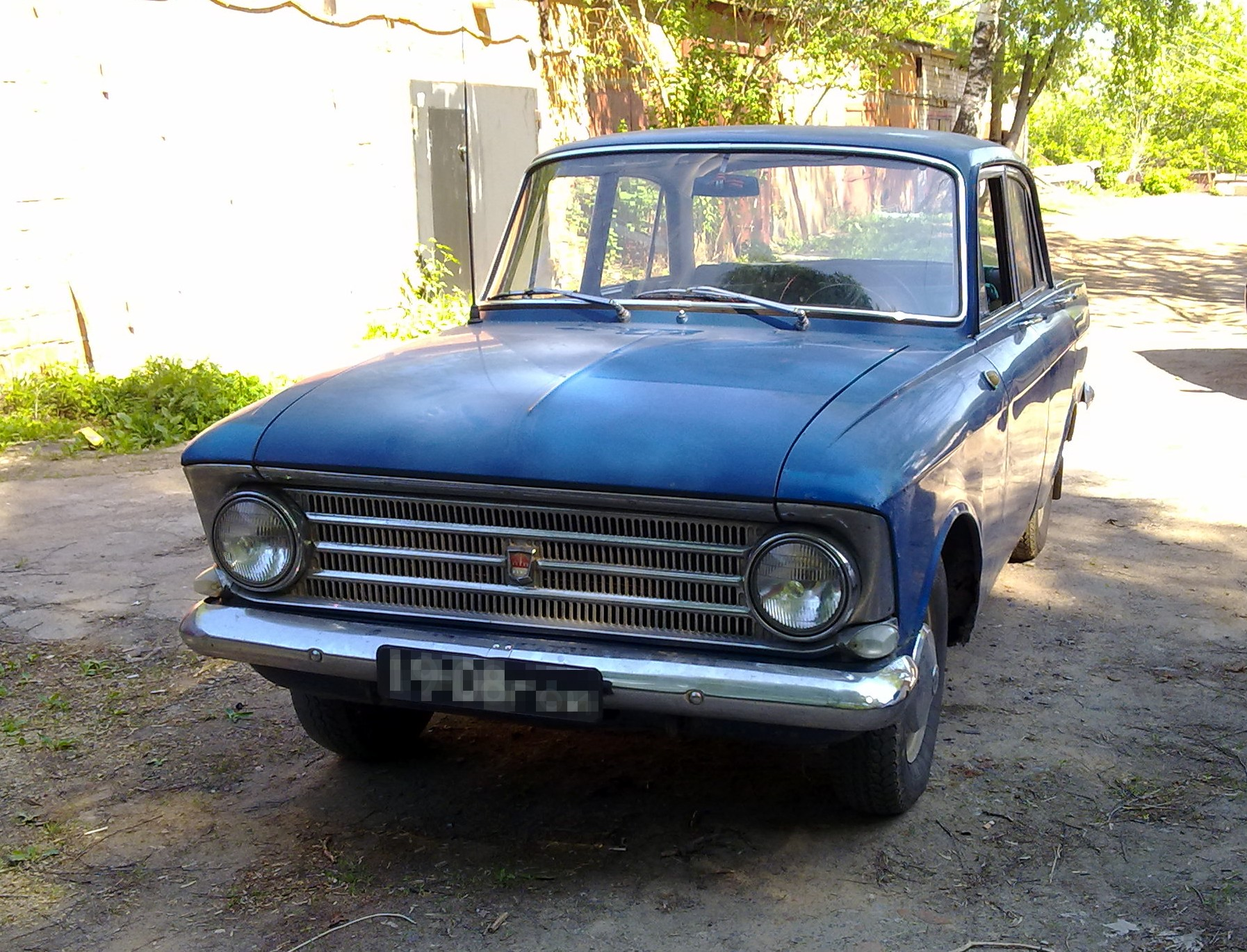
Большая площадь остекления салона обеспечивала отличный обзор для водителя и пассажиров

## Описание дизайна и конструкции
«Москвич-408» выпускался в вариантах с кузовами «четырёхдверный седан», «пятидверный универсал» и «трёхдверный фургон». На его базе также был разработан спортивный вариант с кузовом «купе-кабриолет» (открытый с отъёмным жёстким верхом), однако в серийном производстве он освоен не был. Не выпускался автомобиль и в кузове «двухдверный седан», в то время едва ли не основном для европейских моделей этого размерного класса (прототип с таким кузовом был создан на Ижевском заводе под маркой ЗИМА, однако в серию не пошёл).

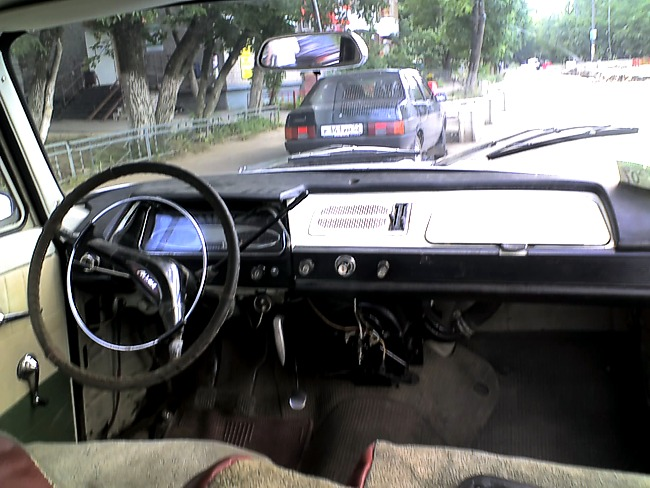
Салон М-408 выпуска 1968 года. Присутствуют верхняя и нижняя накладки на панель приборов, но ещё отсутствуют накладки на стойках

### Кузов
Кузов автомобиля «Москвич-408» — несущий, цельнометаллический, типа четырёхдверный седан (у модели М-426 — пятидверный универсал, у М-433 — трёхдверный фургон).
Общая компоновка «Москвича-408» по сравнению с предшествовавшим ему семейством «402-407-403» не претерпела радикальных изменений: габаритные размеры кузова, взаимное расположение агрегатов и общая планировка салона у них практически идентичны. Однако условия размещения водителя и пассажиров в кузове новой модели были значительно улучшены, кроме того, новый кузов представлял собой большой шаг вперёд с конструктивной и технологической точек зрения — в частности, для его производства была освоена новая для завода технология сварки токами высокой частоты, для чего был создан специальный производственный участок, значительно повысилось качество штамповки и сопряжения кузовных панелей.

### Силовой агрегат

#### Двигатель
Двигатель М-408

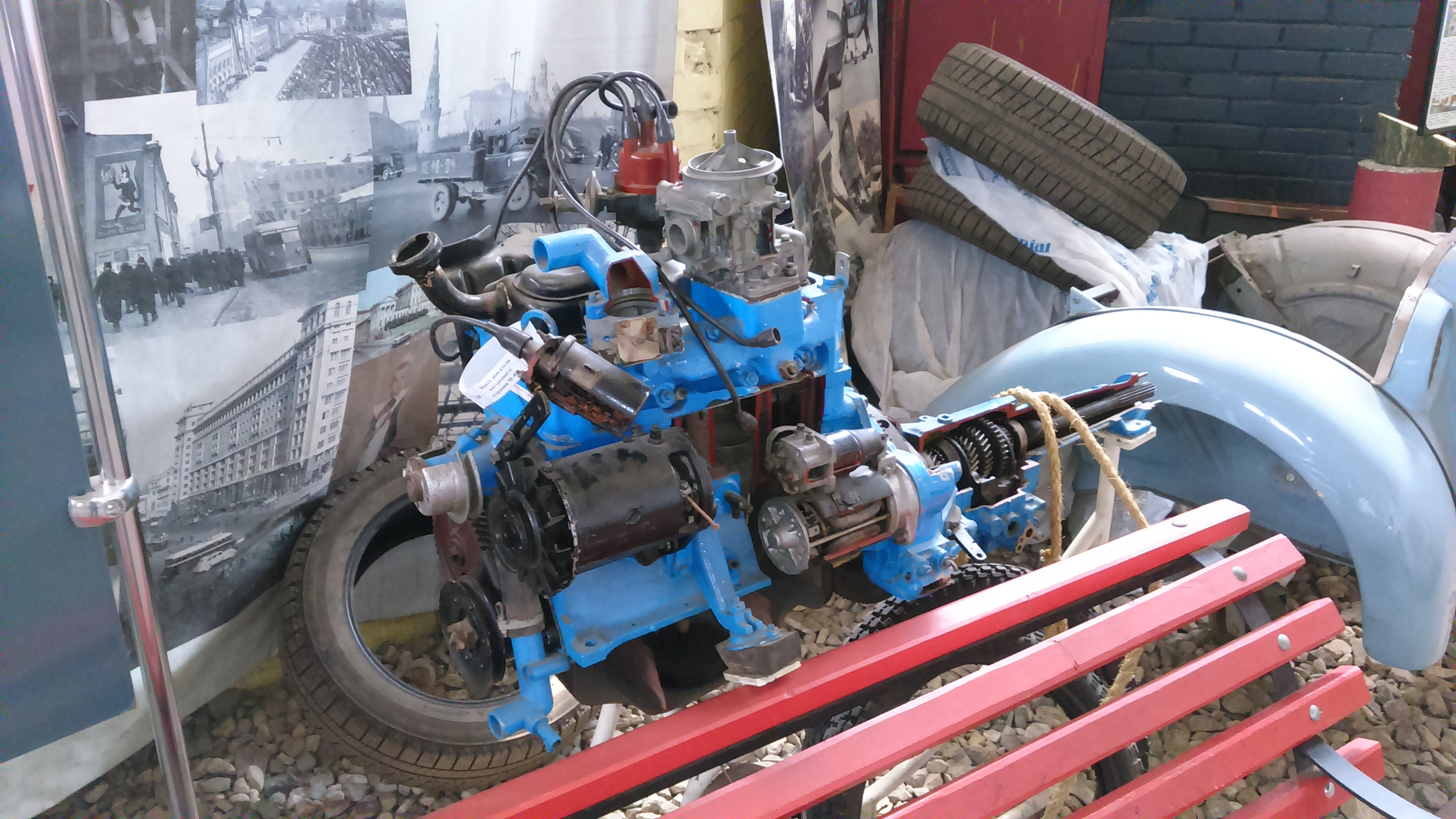
Разрезной макет двигателя М-408

Двигатель «Москвича-408» существенно не отличался от предшествовавших ему моторов «Москвичей» моделей «403» и, в меньшей степени, «407», хотя и получил множество модернизаций и улучшений. Блок цилиндров, в частности, всё ещё сохранял технологическую преемственность с двигателем «Москвича-400» / Opel Kadett модели 1938 года (изготавливался из той же самой литой заготовки).
Ранее, ещё при освоении «Москвича-407», его рабочий объём был доведён за счёт увеличения диаметра цилиндров до 1358 см³, появилась полностью новая алюминиевая головка блока с верхним расположением клапанов, что дало повышение мощности до 45 л. с. На «Москвиче-408» же использовалась ещё более форсированная (50 л. с.) версия, вобравшая в себя также все улучшения, внесённые в своё время в конструкцию двигателей модернизированного варианта «407Д» и «переходной» модели «407Д1» («Москвич-403»).

#### Трансмиссия

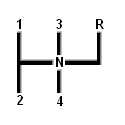
Раскладка переключения МКПП (и рычагом на руле, и с напольным)

Коробка передач — трёхходовая, трёхвальная, четырёхступенчатая, с синхронизаторами на II, III и IV передачах, аналогична устанавливавшейся на модели М−407 за вычетом задней опоры, которая была штампованной и помещалась на задней поверхности картера, а не в конце удлинителя. Незначительно изменился рычаг переключателя передач на валике боковой крышки — он стал литым и чуть более длинным. На боковом лючке, прикрывавшем блок шестерен заднего хода с его вилкой, стоял включатель света заднего хода. Радикально переработан был лишь механизм управления переключателем передач — вал механизма стал трубчатым, концентричным рулевому валу, что позволило значительно уменьшить уровень вибрации рычага по сравнению с отдельным валиком, стоявшим на М-407. Этот же механизм использовался на переходной модели М-403.
До мая (или июня) 1972 года управление коробкой передач осуществлялось при помощи рычага на рулевой колонке (кроме праворульных модификаций), позднее — напольного рычага.
Передаточные числа трансмиссии даны в таблице ниже.
| Передача           | I      | II     | III    | IV     | R      | Главная передача |
| ------------------ | ------ | ------ | ------ | ------ | ------ | ---------------- |
| Передаточное число | 3,81:1 | 2,42:1 | 1,45:1 | прямая | 4,71:1 | 4.22:1           |

Эксперты журнала The Motor отмечали слегка излишнюю по европейским стандартам шумность трансмиссии на всех передачах, кроме прямой четвёртой — на второй и третьей передачах механизм переключения передавал в салон небольшой шум, который, впрочем, на тестовом автомобиле удалось устранить простым утяжелением рычага; некоторое недоумение у англичан вызывала также несинхронизированная первая передача, однако, здесь их недоумение не вполне понятно, так как в этом «Москвич» вовсе не был одинок среди европейских автомобилей своих лет. Отмечалось также, что последний недостаток компенсировался весьма редкой необходимостью включения первой передачи — по мнению английских экспертов, при вождении в обычных условиях для трогания с места вполне достаточно второй передачи, а также в целом удачно подобранными передаточными числами трансмиссии.
Переключение передач требовало немного избыточных, по европейским меркам, усилий, особенно на необкатанном автомобиле — при этом педаль имеющего гидравлический привод сцепления оказалась, по оценке англичан, сравнительно «лёгкой» — усилие на ней не превысило 32 фунтов (около 14,5 кг).
Нужно учитывать, что версия для Англии имела напольный рычаг, а не расположенный на рулевой колонке, как у леворульной модификации до весны 1972 года, соответственно — совершенно иной механизм управления с подпольной короткой кулисой.

### Шасси
Передняя подвеска — независимая, бесшкворневая, параллелограммного типа, на двойных поперечных рычагах. Оси рычагов были установлены не параллельно продольной оси автомобиля, как обычно, а под достаточно большим углом к ней, что уменьшало раскачивание.
Задняя подвеска — зависимая, рессорная. По сравнению с М-407 были увеличены длина (на 50 мм) и ширина (на 5 мм) листов рессор, а самих листов стало пять вместо девяти. Это улучшило плавность хода и управляемость. Между листами были установлены пластмассовые противоскриповые прокладки, что позволило устранить скрип при работе подвески и избавить владельца от регулярного смазывания рессор графитной смазкой.
Эксперты журнала The Motor по результатам тестов в 1966 году отмечали достаточно высокую плавность хода «Москвича» и в целом адекватное поведение на дороге. Также была отмечена максимальная скорость автомобиля (129 км/ч): её назвали «заслуживающей уважения».
Рулевой механизм — глобоидальный червяк с двухгребневым роликом. Усилие на руле было сравнительно небольшим, между крайними положениями рулевого колеса оно проделывало 3,6 оборота. По сравнению с М-407 радиус поворота сократился на метр — с 6 до 5 м. Двухспицевый руль имел утопленную для безопасности ступицу и повторял по форме используемый на М-403, но при этом был выполнен не из бежевого пластика («слоновая кость»), а из более стойкого и долговечного чёрного.
Тормоза — барабанные на всех колёсах, с гидравлическим приводом и автоматической регулировкой зазоров в барабанных механизмах. По сравнению с моделью М-407 за счёт увеличения диаметра рабочих цилиндров до 25 мм было существенно увеличено общее передаточное число привода тормозов — с 4,68:1 до 6:1, что позволило снизить усилие на педали тормоза.
Тем не менее, по мнению экспертов английского журнала The Motor (1966 год), усилие на педали тормоза и её свободный ход были несколько излишни, а эффективность тормозов всё же уступала современным «Москвичу» западноевропейским автомобилям. На более поздних вариантах «Москвича-408» этот недостаток был устранён установкой сначала гидровакуумного усилителя, выпускавшегося по лицензии английской фирмы Girling, а затем («Москвич-2138»)— вакуумного усилителя разработки той же фирмы, работающего совместно с дисковыми тормозными механизмами спереди.
Стояночный тормоз — на задние колёса, с тросовым приводом. До мая 1973 года вытяжная рукоятка стояночного тормоза располагалась под торпедой справа от рулевой колонки, позднее — рычаг — напольно, между передними сидениями.
Шины — размерности 6,00-13" (вместо использовавшихся на моделях семейства «402»-«403» 15-дюймовых), на штампованных стальных колёсах, диагональные, камерные или бескамерные.

## М-408 за рубежом
Москвич-408 широко экспортировался во многие страны мира. Международный дебют состоялся в октябре 1964 года на Лондонском автосалоне в Earls Court Arena, а уже на следующий год начался экспорт серийных автомобилей. В таблице ниже даны цифры производства автомобилей «Москвич» с 1964 по 1969 годы (наиболее успешный период), с учётом выпускавшихся до 1965 М-403 и после 1967 М-412.
| Год  | Машин выпущено | Машин экспортировано |
| ---- | -------------- | -------------------- |
| 1964 | 80 168         | 32 052               |
| 1965 | 76 825         | 34 549               |
| 1966 | 82 374         | 42 508               |
| 1967 | 90 303         | 46 315               |
| 1968 | 97 666         | 53 392               |
| 1969 | 101 836        | 64 767               |

Экспортные модификации часто (но не всегда) имели четырёхфарную облицовку радиатора, более мощный двигатель (55 л. с.), часто — улучшенную отделку салона. Экспорт шёл, в том числе, и в Западную Европу, преимущественно в Бельгию, Нидерланды, Францию, Скандинавские страны, Финляндию, в меньшей степени — Великобританию и другие страны.
Широко применялся ребрендинг. Во Франции и ряде других стран машину продавали под названием Moskvitch Elite («Элит») или Elita, так как номера с нулем посередине (вроде 404, 405, 408 и т. д.) были законодательно зарезервированы фирмой «Пежо» для своих моделей. В Скандинавии М-408 продавался под брендом Moskvitch Carat.
В датской брошюре 1967 года слоганом «Москвича» была фраза — «Mere værd, end den koster», то есть что-то вроде «дешево и сердито», дословно — «лучше своей цены».
Английский журнал The Motor по результатам тест-драйва в 1966 году характеризовал Moskvitch 408 как «…рациональное, выносливое и комфортабельное средство транспорта… много автомобиля и оборудования за такую цену…», назвал его в целом очень удачно спроектированным автомобилем, а в качестве существенных минусов отмечал несколько излишние по западным меркам уровни шума и вибрации от трансмиссии и не синхронизированную первую передачу в коробке, «тугие» тормоза без усилителя и механизм переключения передач, сравнительно плохую разгонную динамику, а также недостаток внимания к вопросам пассивной безопасности по стандартам второй половины шестидесятых годов.
Норвежский журнал «Техникенс верльд» («Мир техники») в 1968 году провёл испытания М-408 на живучесть протяжённостью в 1240 км по самым плохим дорожным условиям, которые смог найти, и по итогам которых писал, что: «Москвич-Элит выдерживает жестокое обращение, и притом лучше, чем мы могли себе представить. Мы можем смело заявить, что немного есть на свете машин, которые вынесли бы такое испытание!»
В Бельгии «Москвичи» собирали из машинокомплектов на заводах фирмы Scaldia-Volga S.A., и продавали под маркой Scaldia 408. Часть снабжалась при этом дизельными двигателями иностранного производства (английский Perkins рабочим объёмом 1,5 л., 34 л. с.).
В 1966 году на автосборочном заводе при машиностроительном комбинате «Балкан» в городе Ловеч (Болгария) был освоен выпуск «Москвич-408» (под наименованием «Рила-1400»), в 1969 году — «Москвич-412». Выпуск продолжался до 1976 года, затем там собирались модели −2140 и −2141 «АЛеКо».

## В культуре
Вокруг приобретения автомобиля Москвич-408 построен сюжет армянского фильма 2015 года «Москвич», любовь моя.